# Chadenac
Chadenac é uma comuna francesa na região administrativa da Nova Aquitânia, no departamento de Charente-Maritime. Estende-se por uma área de 14,11 km². Em 2010 a comuna tinha 511 habitantes (densidade: 36,2 hab./km²).